# Санта-Мария-Мадалена (микрорегион)
Санта-Мария-Мадалена (порт. Microrregião de Santa Maria Madalena) — микрорегион в Бразилии, входит в штат Рио-де-Жанейро. Составная часть мезорегиона Центр штата Рио-де-Жанейро. Население составляет 	29 505	 человек (на 2010 год). Площадь — 	1802,473	 км². Плотность населения — 	16,37	 чел./км².

## Демография
Согласно сведениям, собранным в ходе переписи 2010 г. Национальным институтом географии и статистики (IBGE), население микрорегиона составляет:						
| Полное население                             | Полное население                             | Полное население                             | Полное население                             | 29 505 |
| -------------------------------------------- | -------------------------------------------- | -------------------------------------------- | -------------------------------------------- | ------ |
| в том числе:                                 | Городское население                          | 15 324                                       | Процент городского населения, %              | 51,94  |
|                                              | Сельское население                           | 14 181                                       | Процент сельского населения, %               | 48,06  |
|                                              | Мужское население                            | 15 000                                       | Процент мужского населения, %                | 50,84  |
|                                              | Женское население                            | 14 505                                       | Процент женского населения, %                | 49,16  |
| Плотность населения, чел/км²                 | Плотность населения, чел/км²                 | Плотность населения, чел/км²                 | Плотность населения, чел/км²                 | 16,37  |
| Население микрорегиона в % к населению штата | Население микрорегиона в % к населению штата | Население микрорегиона в % к населению штата | Население микрорегиона в % к населению штата | 0,18   |

## Статистика
- Валовой внутренний продукт на 2003 год составляет 172 290 460,00 реалов (данные: Бразильский институт географии и статистики).
- Валовой внутренний продукт на душу населения на 2003 год составляет 5982,85 реалов (данные: Бразильский институт географии и статистики).

## Состав микрорегиона
В составе микрорегиона включены следующие муниципалитеты:
1. Санта-Мария-Мадалена
2. Сан-Себастьян-ду-Алту
3. Тражану-ди-Морайс